# ژول شانسل
ژول شانسل (فرانسوی: Jules Chancel‎؛ ‏ ۲۵ سپتامبر ۱۸۶۷ – ۲۰ ژانویهٔ ۱۹۴۴) روزنامه‌نگار، خبرنگار جنگ و نویسنده فعال در حوزهٔ ادبیات داستانی کودکان اهل فرانسه بود.
از فیلم‌هایی که وی در آن‌ها نقش داشته‌است، می‌توان به جلوه عشق اشاره نمود.
وی همچنین برندهٔ جوایزی همچون شوالیهٔ لژیون دونور شده‌است.